# Incontri con uomini straordinari (film)
Incontri con uomini straordinari (Meetings with Remarkable Men) è un film del 1979, ideato e diretto da Peter Brook, tratto dall'omonimo romanzo di Georges Ivanovič Gurdjieff.
Racconta della prima parte della vita di Gurdjieff in Medio Oriente, attraverso alcuni momenti chiave, incontri con maestri spirituali e idee che poi andranno a formare la sua dottrina e saranno le basi del suo insegnamento.

## Trama
Il film racconta l'infanzia e la giovinezza di Georges Ivanovic Gurdjieff, che intraprende un viaggio iniziatico in Asia centrale per raggiungere l'illuminazione e la crescita interiore. Gli "uomini straordinari" sono il padre dell'autore, il prete armeno Pogossian, un amico di nome Soloviev, il principe russo Ljubovedskij, appassionato di metafisica, oltre a un paio di conoscenti. Il motivo che lo spinge a proseguire il suo pellegrinaggio per vent'anni è la ricerca di una misteriosa Confraternita di Sarmung, ipoteticamente sviluppatesi nel 2500 a.C. in Babilonia, di cui aveva trovato un riferimento nel 1886. Durante il cammino accederà a nuovi livelli di spiritualità attraverso la musica, la danza e l'intima percezione della morte.

## Produzione
È stato girato fra il 1976 e il 1979 in Afghanistan.
Durante la fase preparatoria e le riprese, Brook fu costantemente affiancato da una delle principali discepole ed eredi del pensiero di Gurdjieff, Madame Jeanne de Salzmann. All'interno della pellicola, sono presenti alcuni movimenti, le particolari danze sacre, che formano uno dei capisaldi dell'insegnamento della Scuola di Gurdjieff.